# Sansevieria nilotica
Espèce
Classification APG III (2009)
Sansevieria nilotica, également appelée Dracaena nilotica, est une espèce de plantes de la famille des Liliaceae et du genre Sansevieria.

## Description
Plante succulente, Sansevieria nilotica est une espèce de sansevières à fines (2,5 à 3,5 cm) et longues (50 à 100 cm) feuilles de couleur verte, plates (sans marque de sillon central ou repliement) et lisses.
Elle a été identifiée comme espèce à part entière en 1875 par le botaniste britannique John Gilbert Baker.

## Distribution et habitat
L'espèce est originaire d'Afrique centrale et de l'Afrique de l'Est, présente à l'est de la République démocratique du Congo, en République centrafricaine, en Ouganda (districts d'Ankolé et de Mengo), au sud du Soudan du Sud et de l'Éthiopie.

## Synonymes et cultivars
L'espèce porte différents noms synonymes et présente quelques variétés :
- Acyntha massae (Chiovenda, 1940)
- Acyntha nilotica (Baker, ex. Kuntze, 1891)
- Sansevieria massae (Chiovenda, ex. Cufodontis, 1971)
- Sansevieria nilotica var. nilotica
- Sansevieria nilotica var. obscura (Brown, 1915)